# سوزان بيرغر
سوزان بيرغر (بالإنجليزية: Suzanne Berger) هي عالمة سياسة أمريكية، ولدت في 11 مارس 1939.